# Hnutí nezúčastněných zemí

Státy sdružené v Hnutí nezúčastněných,
Členské země
Pozorovatelé bez plného členství

Hnutí nezúčastněných zemí (států) je mezinárodní organizace více než 100 států, které nejsou zapojeny do žádných mocenských bloků (v roce 2012 šlo o 120 členských a 17 pozorovatelských států). Vzniklo v roce 1961. Hnutí bylo reakcí některých zemí (Jugoslávie, Indie, Egypt, Kuba a mnohé asijské a africké státy) na polarizaci světa během studené války. Představitelé Hnutí nezúčastněných států toto dělení odmítli a rozhodli se pro budování vlastního bloku. Nemalý podíl na tom měl Josip Broz Tito, který se hlavně v 50. a 60. letech pokoušel šířit ideologii tehdejší Jugoslávie za její hranice, navazoval nové politické a hospodářské kontrakty a nabízel chudým africkým zemím pomoc. Později převzala iniciativu komunistická Kuba, po skončení kolonialismu se aktivněji zapojily i země Afriky.
Smysl organizace vyjadřuje havanská deklarace z roku 1979: „zajistit národní nezávislost, územní nedotknutelnost a bezpečnost nezúčastněných zemí v jejich úsilí proti imperialismu, kolonialismu, neokolonialismu, apartheidu, rasismu včetně sionismu a všem formám zahraniční agrese, okupace, dominance, vměšování nebo nadvlády, jakož i proti velmocem a politice bloků“. Hnutí zahrnuje téměř dvě třetiny členských států OSN s 55 % světové populace.

## Členské státy
1. Afghánistán
2. Alžírsko
3. Angola
4. Antigua a Barbuda
5. Bahamy
6. Bahrajn
7. Bangladéš
8. Barbados
9. Barma
10. Belize
11. Bělorusko
12. Benin
13. Bhútán
14. Bolívie
15. Botswana
16. Brunej
17. Burkina Faso
18. Burundi
19. Čad
20. Dominika
21. Dominikánská republika
22. Džibutsko
23. Ekvádor
24. Egypt
25. Eritrea
26. Etiopie
27. Filipíny
28. Gabon
29. Gambie
30. Ghana
31. Grenada
32. Guatemala
33. Guinea
34. Guinea-Bissau
35. Guyana
36. Haiti
37. Honduras
38. Chile
39. Indie
40. Indonésie
41. Irák
42. Írán
43. Jamajka
44. Jemen
45. Jihoafrická republika
46. Jordánsko
47. Kambodža
48. Kamerun
49. Kapverdy
50. Katar
51. Kazachstán
52. Keňa
53. Kolumbie
54. Komory
55. Konžská republika
56. Konžská demokratická republika
57. Kuba
58. Kuvajt
59. Laos
60. Libanon
61. Lesotho
62. Libérie
63. Libye
64. Madagaskar
65. Malawi
66. Malajsie
67. Maledivy
68. Mali
69. Mauritánie
70. Mauricius
71. Mongolsko
72. Maroko
73. Mosambik
74. Namibie
75. Nepál
76. Nikaragua
77. Niger
78. Nigérie
79. Omán
80. Pákistán
81. Palestina
82. Panama
83. Papua Nová Guinea
84. Peru
85. Pobřeží slonoviny
86. Rovníková Guinea
87. Rwanda
88. Středoafrická republika
89. Svatá Lucie
90. Svatý Kryštof a Nevis
91. Svatý Vincenc a Grenadiny
92. Svatý Tomáš a Princův ostrov
93. Saúdská Arábie
94. Senegal
95. Seychely
96. Severní Korea
97. Sierra Leone
98. Singapur
99. Somálsko
100. Spojené arabské emiráty
101. Srí Lanka
102. Súdán
103. Surinam
104. Svazijsko
105. Sýrie
106. Tanzanie
107. Thajsko
108. Togo
109. Trinidad a Tobago
110. Tunisko
111. Turkmenistán
112. Uganda
113. Uzbekistán
114. Vanuatu
115. Venezuela
116. Východní Timor
117. Vietnam
118. Zambie
119. Zimbabwe